# 迪米特里耶·伊万诺夫
迪米特里耶·伊万诺夫（羅馬尼亞語：Dimitrie Ivanov，1944年9月24日—），罗马尼亚男子皮划艇运动员。他曾代表罗马尼亚参加1968年夏季奥林匹克运动会皮划艇比赛，获得一枚银牌。